# Runnin' Bulldogs de Gardner-Webb

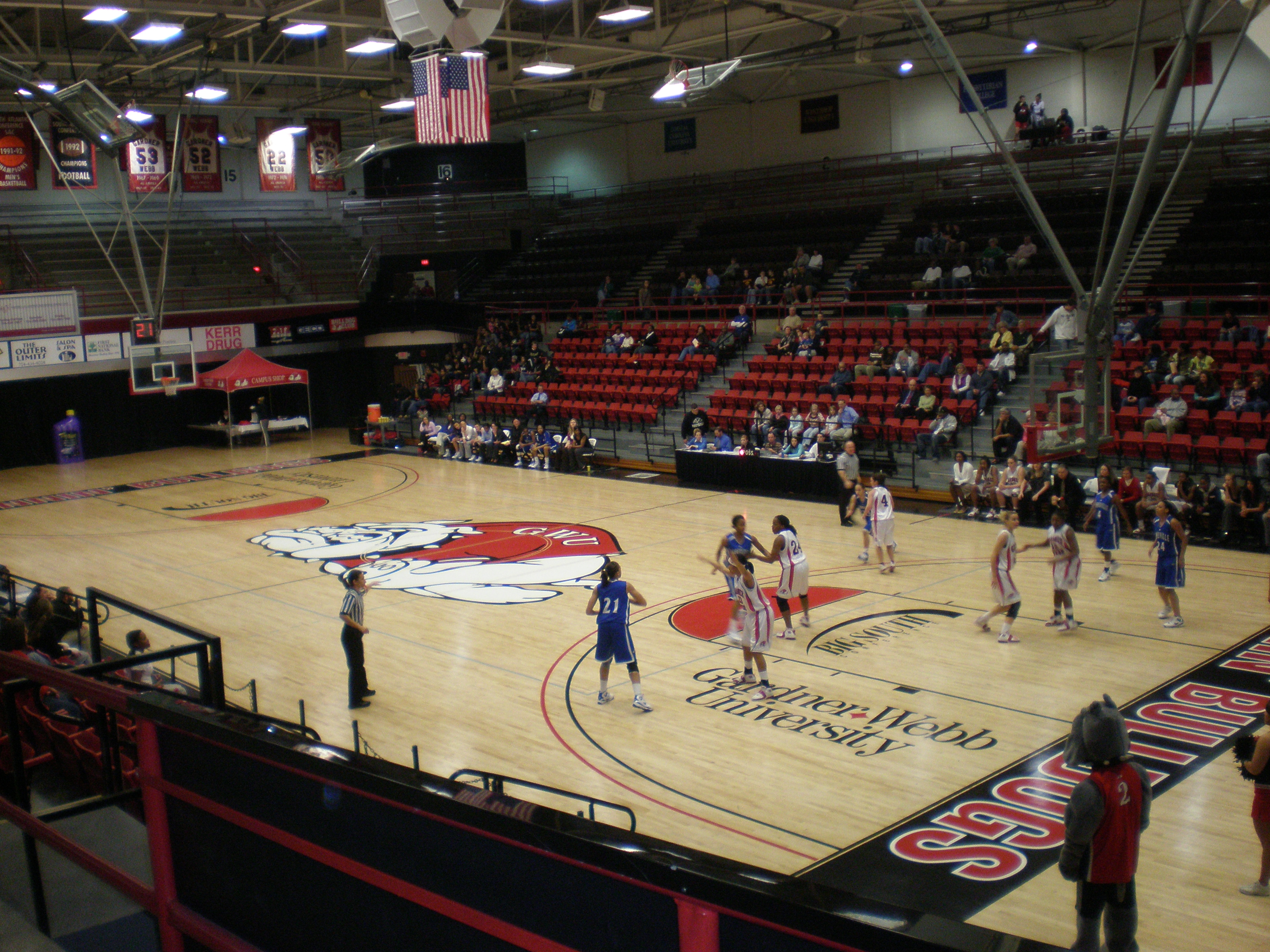
La Paul Porter Arena, enceinte de basket-ball de la Gardner-Webb University

Les Runnin' Bulldogs de Gardner-Webb (en anglais : Gardner–Webb Runnin' Bulldogs) sont le club omnisports universitaire de l'université Gardner-Webb située à Boiling Springs dans l'État de Caroline du Nord.